# 小行星3285
小行星3285（3285 Ruth Wolfe）是一颗围绕太阳公转的小行星。1983年11月5日，卡羅琳·舒梅克在帕洛马山发现了此天体。
該小行星以美國地質學家露絲·方頓·沃爾夫（Ruth Fanton Wolfe）命名。
这颗小行星的绝对星等为169.0403068668761等。